# Spilosoma nigropunctata
Spilosoma nigropunctata är en fjärilsart som beskrevs av Rudolf Pinker och Bacallado 1979. Spilosoma nigropunctata ingår i släktet Spilosoma och familjen björnspinnare. Inga underarter finns listade i Catalogue of Life.